# Amphinectria portoricensis
Amphinectria portoricensis är en svampart som beskrevs av Speg. 1924. Amphinectria portoricensis ingår i släktet Amphinectria och familjen Tubeufiaceae.   Inga underarter finns listade i Catalogue of Life.